# ماريا سيلينا ويليام
ماريا سيلينا ويليام (بالإنجليزية: Maria Selina Hale)‏ هي نقابية نيوزيلندية، ولدت في 23 مايو 1864، وتوفيت في 5 مارس 1951.